# Igreja de Sentí
Igreja de Sentí (em russo:  Сентинский храм) é uma igreja cristã construída em 965 no território da atual Karachay-Cherkessia (Federação Russa). Está situada na margem esquerda do rio Teberda, perto da vila de Nizhnyaya Teberda, 18 km ao sul de Karachaevsk, região histórica da Rota da Seda . A Igreja de Sentí é a igreja mais antiga da Rússia. 

## História
A datação é baseada numa inscrição no edifício do templo encontrada na parede norte do braço oriental. A inscrição é feita em gesso brilhante preto e branco da primeira etapa da decoração, com destaque para a data. A altura das letras varia de 1,3 a 2,8 cm e em números de 2 a 6,8 cm, e seu texto é lido da seguinte forma: 
 + Santificado, renovou a igreja
da Virgem Maria está no reinado de
Nicéforo, Basílio e Constantino
e Davi, o exociador de Alanya,
2 de abril, o dia da Santa Antipascha,
pela mão de Teodoro
Metrópole consagrada de Alanya
no ano de 6473, desde a criação do mundo.
Escrito pela mão de
Apocrisiário de Patricia. 
Como a Igreja de Chuana e a Catedral Arkhyz, acredita-se que a Igreja de Sentí tenha sido construída em conexão com as atividades missionárias do Patriarca Nicolau I de Constantinopla no século X. 
Na segunda metade do século XIX, um convento ortodoxo de Spassko-Preobrazhenskiy foi construído perto da Igreja de Sentí. A igreja recebeu muitas alterações ao longo do tempo. 
Nos tempos soviéticos, o convento foi transformado em uma casa para órfãos. 
Perto da igreja estão as ruínas de um mausoléu, que também remonta ao século X. Supostamente, pretendia ser usado como um local de sepultamento para os oficiais superiores da igreja. Este edifício é singular para o norte do Cáucaso. 

## Arquitetura
A igreja é construída em arenito polido com o uso de solução de calcário. Tem uma cúpula. É em forma de cruz no plano, com uma abside do lado oriental. 

## Interior
Na  Igreja de Sentí há muitos vestígios de afrescos. Este é o maior complexo de murais de Alania. 

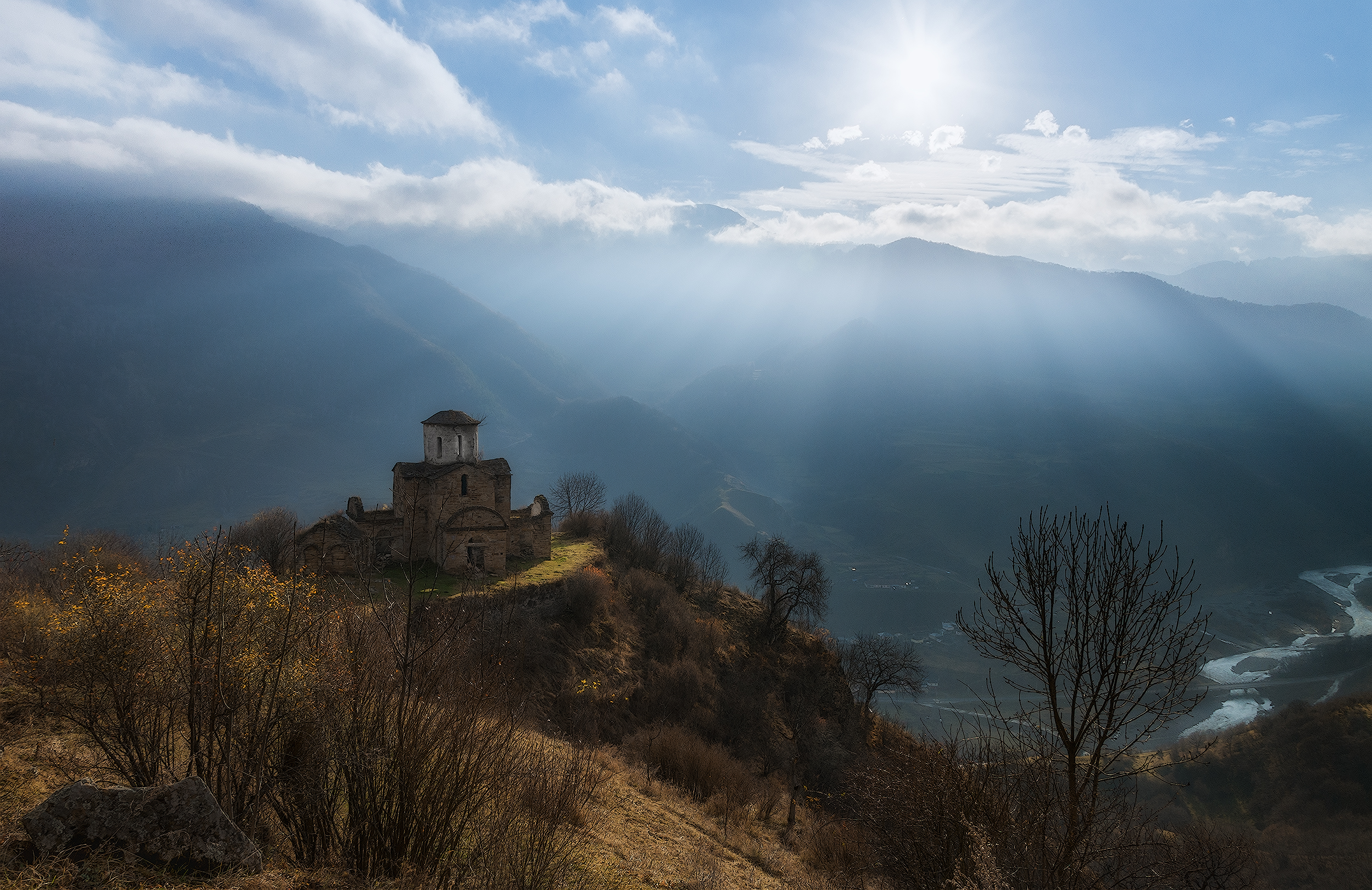
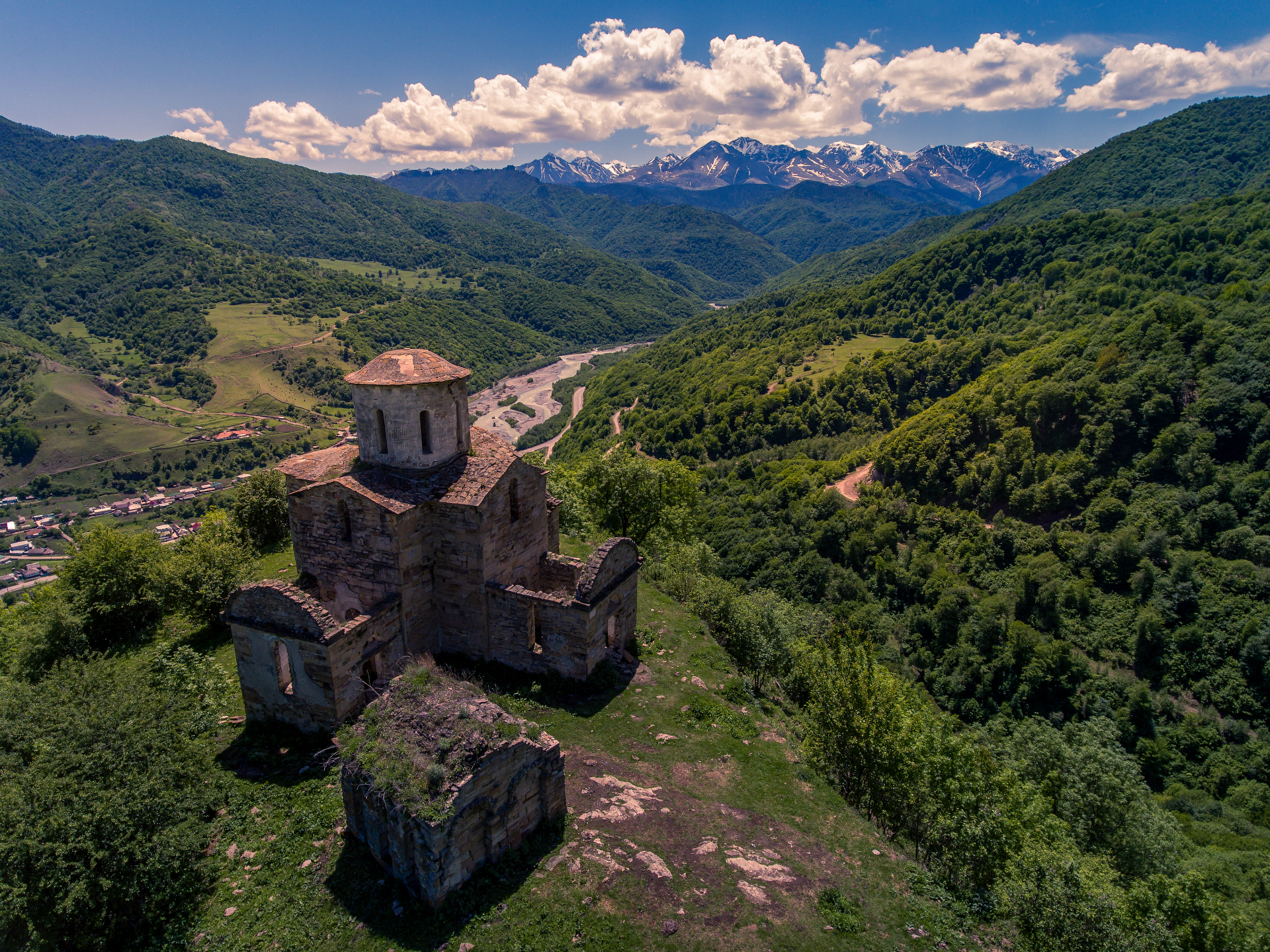
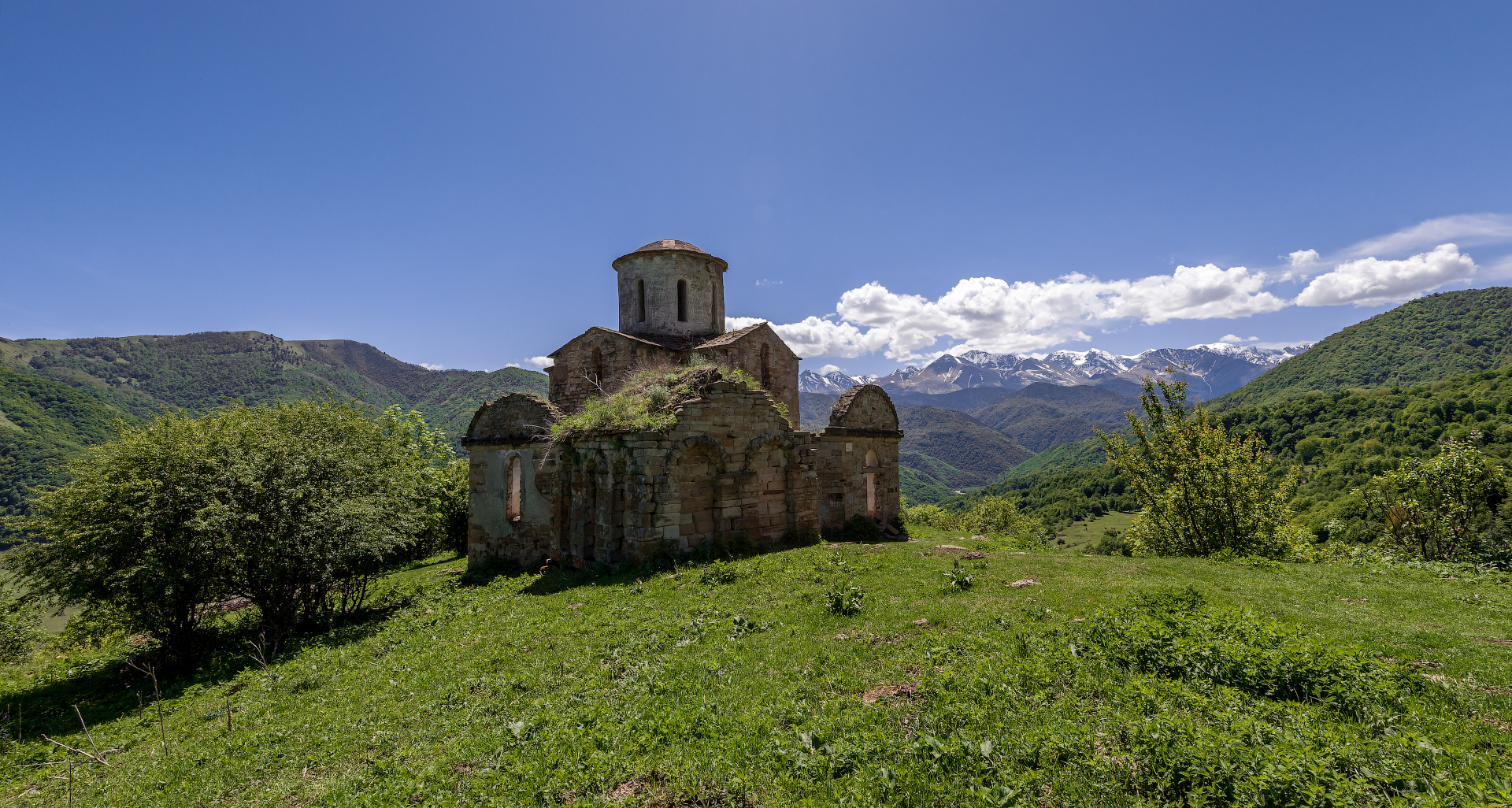
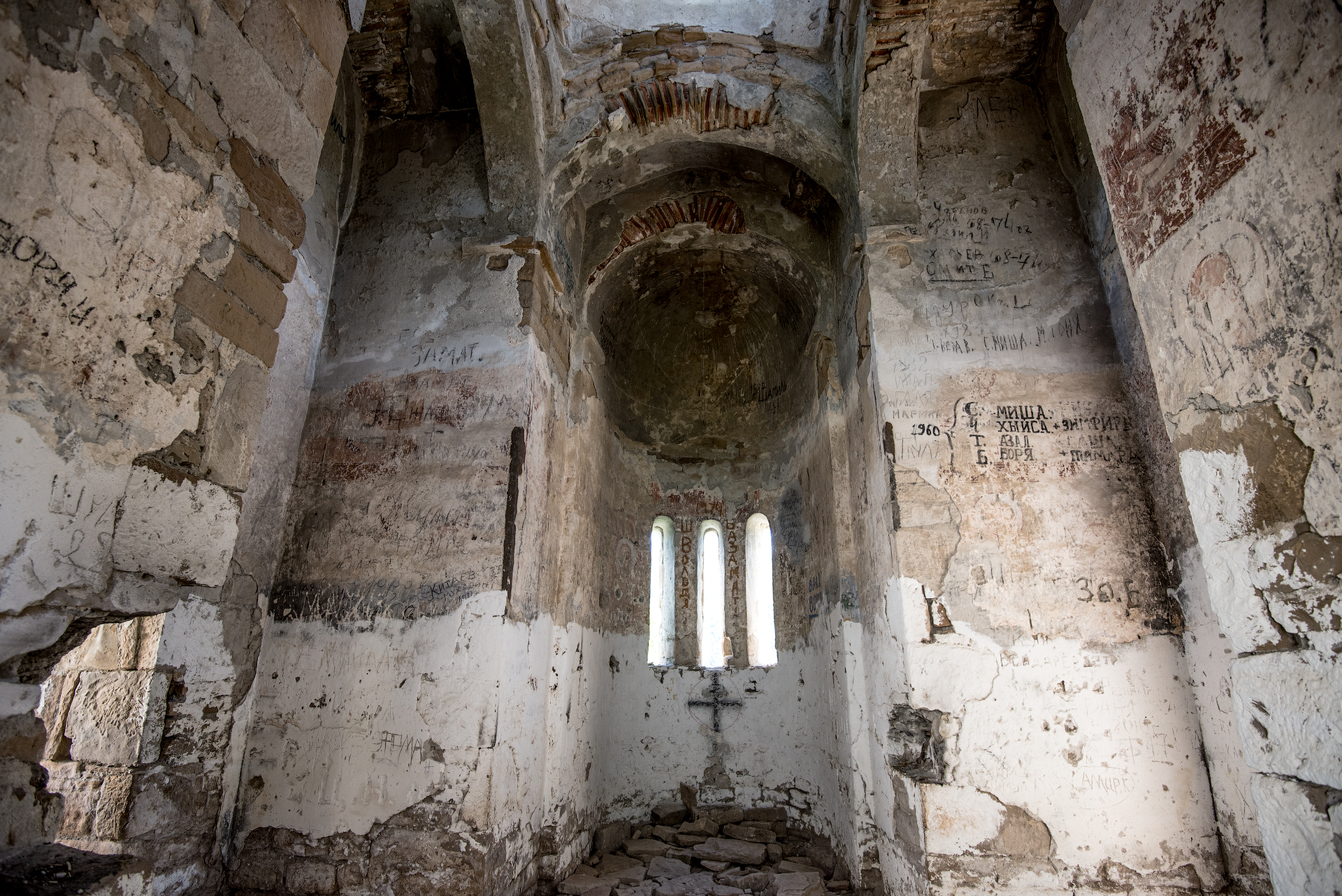
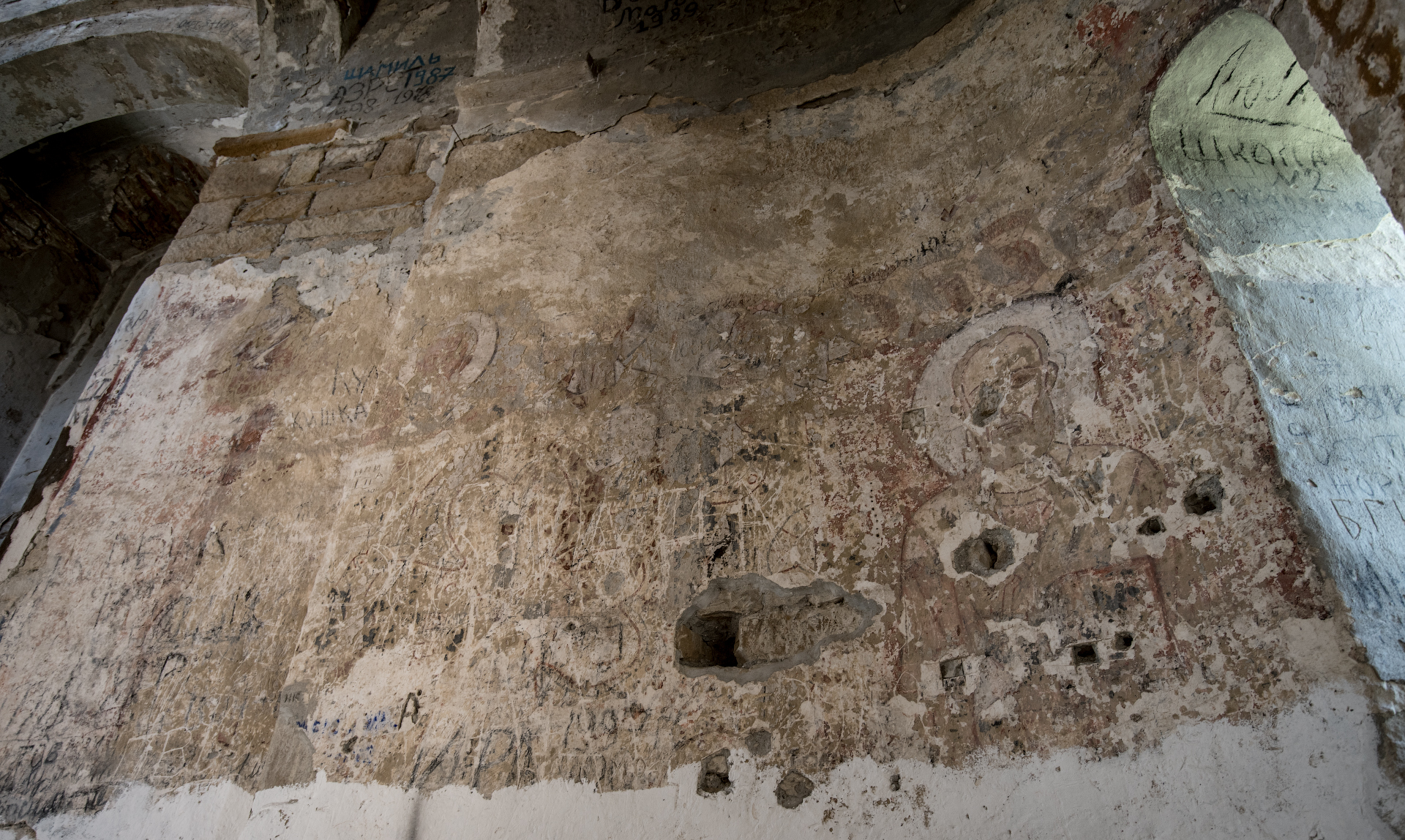
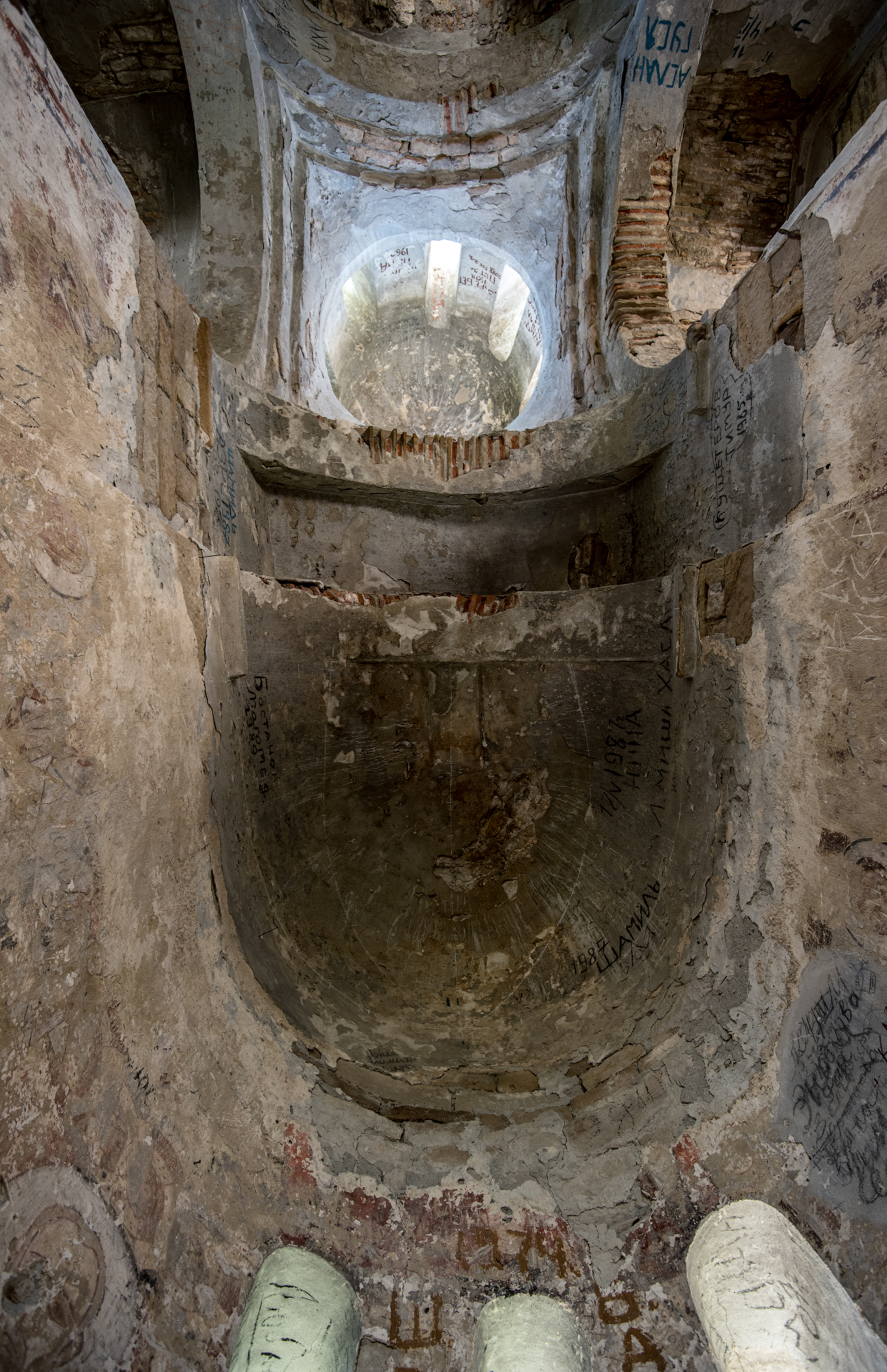
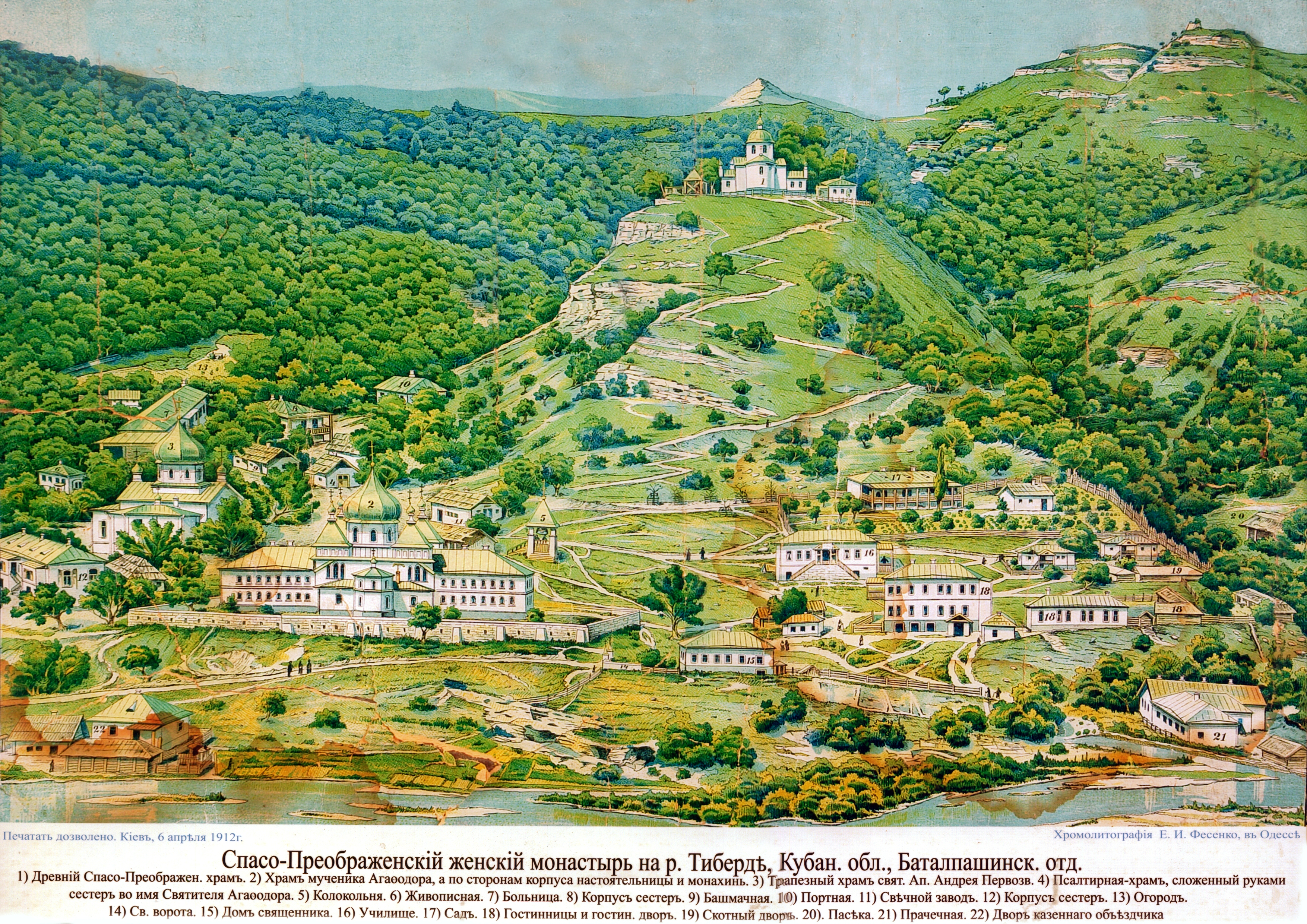
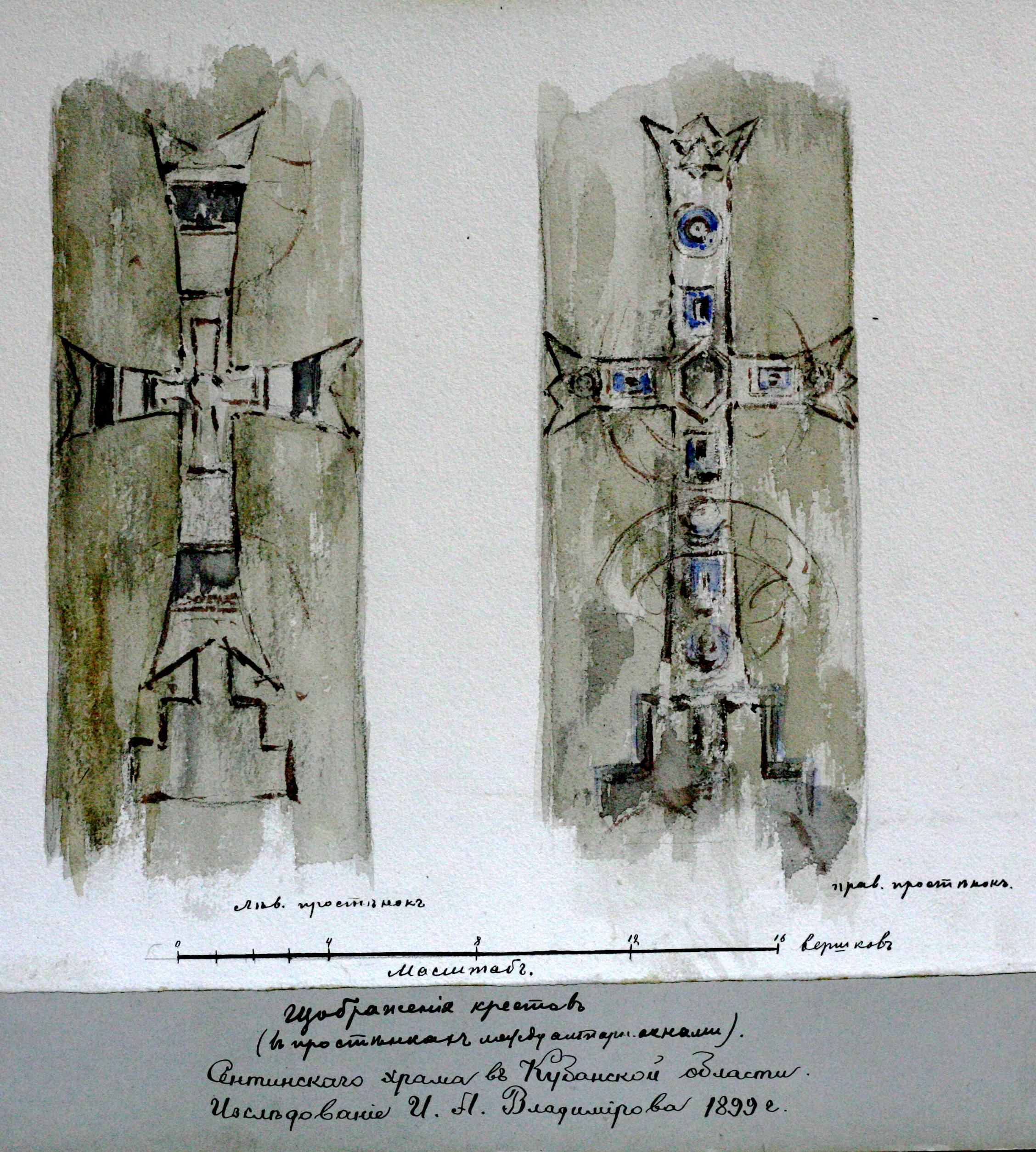
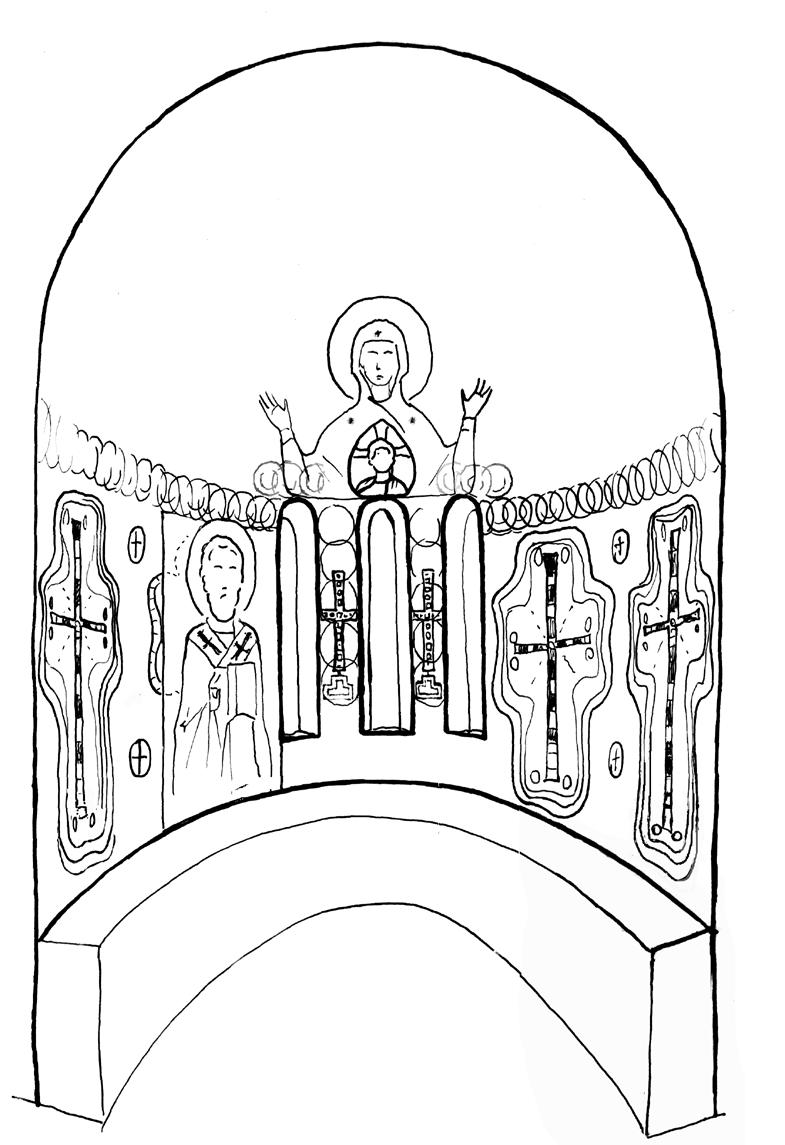

## Lista de referências
- Beletskiy DV, Vinogradov AU Freski Sentinskogo khrama i problemy istorii alanskogo khristianstva x X veke (Igreja dos afrescos da Sentí e problemas da história do cristianismo no século X), «Rossijskaja arkheologija», 2005.
- Vinogradov AU, Beletskiy DV, Nizhnij Arkhyz i Senty: drevnejshije khramy Rossii. Problema khristianskogo iskusstva Alanii em Severo-Zapadnogo Kavkaza (Nizhniy Arkhyz e Senty: as igrejas mais antigas da Rússia. Problemas da arte cristã de Alania e noroeste do Cáucaso. Moscou, 2011. 392 p.